# Under Fire (film 1957)
Under Fire è un film statunitense del 1957 diretto da James B. Clark.
È un film di guerra con protagonisti Rex Reason, Harry Morgan e Steve Brodie.

## Produzione
Il film, diretto da James B. Clark su una sceneggiatura di James Landis, fu prodotto da Plato A. Skouras per la Regal Films.

## Distribuzione
Il film fu distribuito negli Stati Uniti dal 23 settembre al cinema dalla Twentieth Century Fox.
Alcune delle uscite internazionali sono state:
- in Australia il 1º maggio 1958
- in Grecia (Peripolos mahis)

## Promozione
La tagline è: "It takes more than GUTS... to fight an enemy you can't see!".